# Beridinae
Beridinae – podrodzina muchówek z podrzędu krótkoczułkich i rodziny lwinkowatych.
Muchówki rozmiarów od mały do średnich. Ich tułów często ma tarczkę zaopatrzoną na brzegu w kolce lub guzki. Użyłkowanie skrzydeł charakteryzują trzy podłużne żyłki wychodzące z komórki dyskoidalnej do tylnej krawędzi skrzydła. Odwłok jest grzbieto-brzusznie spłaszczony, zbudowany z sześciu lub siedmiu widocznych segmentów.
Takson kosmopolityczny, jednak najliczniejszy w strefie umiarkowanej. Larwy rozwijają się pod korą martwych drzew i w glebie zawierającej butwiejące szczątki roślinne.
Klasyfikuje się je w rodzajach:

- Actina Meigen, 1804
- Actinomyia Lindner, 1949
- Allognosta Osten Sacken, 1883
- Anexaireta Woodley, 1995
- Archistratiomys Enderlein, 1913
- Arcuavena Woodley, 1995
- Aspartimas Woodley, 1995
- Australoactina Woodley, 1995
- Australoberis Lindner, 1958
- Benhamyia Miller, 1945
- Beridella Becker, 1919
- Beridops Enderlein, 1913
- Beris Latreille, 1802
- Berisina Malloch, 1928
- Berismyia Giglio-Tos, 1891
- Chorisops Róndani, 1856
- Draymonia Aubertin, 1932
- Eumecacis Enderlein, 1921
- Exaeretina Enderlein, 1921
- Exaireta Schiner, 1868
- Hadrestia Thomson, 1869
- Heteracanthia Macquart, 1850
- Macromeracis Enderlein, 1921
- Microhadrestia Lindner, 1943
- Mischomedia Woodley, 1995
- Neactina Enderlein, 1921
- Neoberis Lindner, 1949
- Oplachantha Rondani, 1863
- Paraberismyia Woodley, 1995
- Smaragdinomyia Woodley, 1995
- Spartimas Enderlein, 1921
- Tytthoberis Woodley, 1995
- Zealandoberis Woodley, 1995